# Ядуха Василь Степанович
Васи́ль Степа́нович Я́духа (нар. 25 січня 1964, с. Вербка-Мурована, Хмельницька область) — український політик.
Народився 25 січня 1964 року в с. Вербка-Мурована Хмельницької області.
Освіта вища: з 1981 року по 1986 рік навчався у Кам'янець-Подільському сільськогосподарському інституті, спеціальність: агрономія, кваліфікація: вчений агроном.

## Трудова діяльність
з 1986 року по 1989 рік працював головним агрономом колгоспу «Шлях Ілліча» Ярмолинецького району Хмельницької області;
з 1989 року по 1992 рік — голова правління колгоспу ім. Горького, с. Баламутівка Ярмолинецького району Хмельницької області;
з 1992 року по 1996 рік — начальник Управління сільського господарства і продовольства Ярмолинецької райдержадміністрації Хмельницької області;
з лютого 1996 року по листопад 1996 року — начальник Управління сільського господарства і продовольства Віньковецької райдержадміністрації Хмельницької області;
з 1996 року по 2002 рік — голова Віньковецької райдержадміністрації Хмельницької області;
з 2002 року по 2003 рік — начальник Головного управління сільського господарства і продовольства Хмельницької облдержадміністрації;
з 2003 року по 2005 рік — голова Деражнянської райдержадміністрації Хмельницької області;
з 2005 року по 2006 рік — комерційний директор СТОВ «Зіньків» Віньковецького району Хмельницької області;
з квітня по травень 2006 року — директор приватного підприємства «Зоряний шлях» смт. Віньківці Хмельницької області;
з 2006 року по 2007 року — народний депутат України, V-го скликання (член Комітету Верховної Ради з питань аграрної політики та земельних відносин);
з 2007 року по березень 2010 року — кадровий резерв Верховної Ради України;
з 19 березня 2010 року по березень 2014 року голова Хмельницької обласної державної адміністрації;
Почесний доктор Хмельницького університету управління та права (2012).

## Громадська робота
депутат Баламутівської сільської ради (1990–1994 рр.);
депутат Ярмолинецької районної ради (1994–1998 рр.);
депутат Віньковецької районної ради (1999–2002 рр.);
народний депутат України V скликання (2006–2007 рр.);
депутат Хмельницької обласної ради (2010 р.)
Нагороди, почесні звання: «Заслужений працівник сільського господарства України» (13 листопада 2001 р.,), медаль «За сприяння Збройним Силам України» (18 лютого 2011 р.), орден «Чорнобильський Хрест: Мужність. Честь. Гуманність» (17 квітня 2011 р.), медаль «За сприяння в охоронні державного кордону України» (18 травня 2011 р.), нагрудний знак «За сприяння митним органам України» (17 червня 2011 р.), орден «За заслуги» ІІІ ступеня (23 серпня 2011 р.).

## Родина та особисте життя
Одружений. Має доньку та сина.

## Скандали

### «Рейтинг політичних підлабузників»
На засіданні колегії Хмельницької облдержадміністрації Ядуха заявив про владу Януковича: 
|  | Ця влада від Бога... |

Завдяки цьому висловлюванню він очолив «Рейтинг політичних підлабузників» від газети «Коментарі» за 2010 рік.

### Ліквідація Славути
У травні 2013 року Ядуха повідомив про свою підтримку адміністративно-територіальної реформи, запропонованої «регіоналом» Сергієм Гриневецьким, та висловив бажання щодо «ліквідації Славути»: 
|  | Я вважаю, що допущена величезна помилка і дасть Бог, що колись буде адміністративна реформа і ми ліквідуємо такі міста [Славута], які вважають себе великими та які наплоджені на території області |

### Придбання лімузина
У вересні 2013 року комунальне автотранспортне підприємство, підпорядковане Хмельницькій облраді, придбало автомобіль Audi A6 Limousine 2.8 FSI quattro AT вартістю 498 тисяч гривень. Згідно з Постановою Кабінету Міністрів України № 332 від 2001 року для голів обласних держадміністрацій, керівників бюджетних установ та організацій ціна автомобіля не може перевищувати шістдесяти тисяч гривень. Василь Ядуха підтвердив, що облдержадміністрація користується послугами автотранспортного підприємства, та запевнив, що марнотратства у придбанні настільки дорогого автомобіля немає.